# FG 42
El FG 42 (Fallschirmjägergewehr 42, «fusell de paracaigudista 42» en alemany) va ser un fusell de combat de foc selectiu produït per Alemanya durant la Segona Guerra Mundial. L'arma va ser desenvolupada per als Fallschirmjäger (caçadors paracaigudistes) que, enquadrats en la Luftwaffe, precisaven d'una arma de suport específica i lleugera després de la seva experiència a la batalla de Creta.

## Història i desenvolupament
Al començament els paracaigudistes havien de conformar-se amb un nombre limitat de metralladores MG34, la qual, fins i tot en la seva configuració de metralladora lleugera, era significativament pesada i voluminosa; i armes individuals com els K98k i els MP40. Conseqüentment, es va desenvolupar el FG 42 amb la característica de poder disparar amb foc semiautomàtic i automàtic, servir com arma de suport lleugera, i amb diversos elements plegables (alça, punt de mira, bípode) adaptats a la funció aerotransportable i de llançament del soldat. El seu desenvolupament va ser autoritzat per Hermann Göring.
Després de la introducció dels fusells semiautomàtics G41 i G43 a l'Exèrcit Alemany (Heer) i a les Waffen SS, Göring —que en aquest moment era el cap suprem de la Luftwaffe— va insistir que els Fallschirmjäger estiguessin proveïts d'una arma avançada.
Els requisits eren que fos suficientment lleugera perquè el paracaigudista la pogués portar en el seu llançament, que incorporés un sistema de tret automàtic variable i que funcionés com un simple fusell d'assalt en cas necessari. Sis fabricants van ser contractats però només es coneixen alguns prototips dels presentats. El disseny de Rheinmetall-Borsig, dissenyat per Louis Stange, va ser acceptat per ser produït en sèrie per Heinrich Krieghoff de Suhl i L.O. Dietrich d'Altenburg.

## Proves de camp

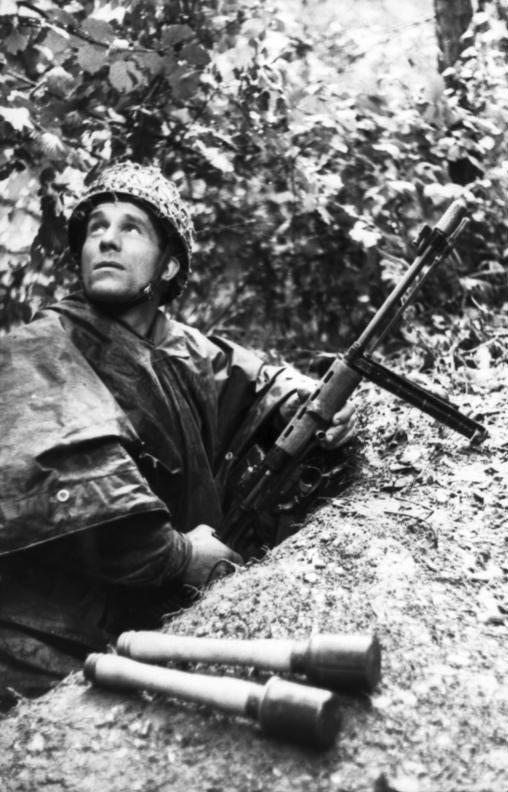
Paracaigudista amb FG 42 i granades de mà, a França, juny de 1944.

El FG 42 va omplir un buit important a l'arsenal alemany i va ser ben rebut pels paracaigudistes quan va ser provat, però presentava desavantatges. El FG 42 tenia un carregador de 20 cartutxos, opcionalment de 10, que s'inseria en el costat esquerre de l'arma. Encara que la tècnica del carregador lateral era comú en els subfusells, aquest gran carregador amb una pesada munició tendia, pel seu efecte en la inèrcia del forrellat, a desequilibrar l'alineació de l'arma. A més, era complicat controlar la reculada amb foc automàtic; encara que utilitzava un complex fre de boca-apagaflames per reduir la reculada i l'esclat, aquests efectes eren més grans que el d'armes similars.
El FG 42 disparava semiautomàticament a forrellat tancat, la qual cosa li donava certa precisió. Quan s'usava de manera automàtica, l'arma utilitzava el sistema de forrellat obert, la qual cosa prevenia d'alguna manera el progressiu escalfament del canó, impedint que la recambra es recalentés excessivament i eventualment afectés a la pólvora o al fulminant del subsegüent cartutx allotjat.

## Desplegament
Després de produir uns 2 000 FG 42 l'empresa Krieghoff, els subministraments d'acer al manganès van ser desviats a altres necessitats. Això va suposar un redisseny per poder emprar en el seu lloc xapa d'acer estampada. Els informes de camp també sol·licitaven millores de menor importància, com traslladar el bípode des del guardamà a l'extrem del canó, canviar l'angle de l'empunyadura fent-la gairebé vertical, allargar el guardamans i substituir la culata de metall per una de fusta per reduir el sobreescalfament.
Quan el model II de la FG 42 s'estava desenvolupant, la guerra per Alemanya havia empitjorat significativament. Els freqüents bombardejos aliats impedien la producció i les úniques armes que es podien fabricar estaven realitzades amb materials de baixa qualitat i amb mètodes de producció pobres. Finalment, se'n fabricaren només unes 5 000 del nou model i un nombre limitat d'elles van acabar en mans de les tropes d'ocupació.